# Emilio Delgado Orgaz
Emilio Delgado Orgaz (Madrid, 28 de julio de 1976) es un político e integrador social español.

## Biografía
Ha sido educador social en el madrileño barrio de San Diego y trabajaba como técnico de Integración Social. Trabajó con menores en riesgo de exclusión social durante 10 años.
Ha sido diputado de la X, XI y XII legislaturas de la Asamblea de Madrid. Fue militante de Izquierda Unida (IU) y de Izquierda Castellana (IzCa),  partido por el que concurrió al número 21 de su lista para las elecciones a la Asamblea de Madrid de mayo de 2003.
Fue redactor del medio local de Móstoles Voces del Pradillo. 
Candidato al número 9 de la lista de Podemos para las elecciones a la Asamblea de Madrid de 2015, fue elegido diputado de la décima legislatura del parlamento regional. Secretario de Organización de Podemos Comunidad de Madrid, en marzo de 2016 abandonó el cargo y salió de la ejecutiva, criticando la situación de «parálisis» en la organización, entonces dirigida por Luis Alegre.  En su labor como parlamentario, durante la legislatura hizo énfasis en la regulación y limitación de las casas de apuestas.
Incluido en el número 15 de la lista de Más Madrid para las elecciones a la Asamblea de Madrid de 2019, renovó su escaño de diputado.
También renovó el escaño en las elecciones a la Asamblea de Madrid del 28 de mayo de 2023 y es portavoz adjunto en la XIII Legislatura de la Asamblea de Madrid. En las elecciones municipales de 2023 fue elegido concejal en Móstoles, ciudad donde reside. 